# Evert Axel Taube
Evert Taube ( PRONÚNCIA; Gotemburgo, 12 de março de 1890 - Estocolmo, 31 de janeiro de 1976) foi um artista, compositor e cantor sueco.

Entre as suas canções mais populares estão Flickan i Havanna (1922), Calle Schewens vals (1936), Brevet från Lillan (1938) e Så länge skutan kan gå (1960). Os seus temas principais são o verão e as ilhas suecas, os 7 oceanos e a América do Sul.